# François Feijoo
François Feijoo, né en 1960, est un professionnel du domaine de la chaussure, président (ou ex-président) de plusieurs sociétés.
De mars 2016 à juin 2020, François Feijoo a exercé deux mandats de président de Procos, la fédération pour l'urbanisme et le développement du commerce spécialisé.
François Feijoo est depuis 2020 le président-directeur général de la marque André et a été auparavant président-directeur général d'Eram (2013 à fin décembre 2019), Texto (Groupe Eram) (?-?) et Staggy (?-?).
Il a été également directeur général (juin 2018-?) de Mellow Yellow, marque de chaussures appartenant au groupe Eram.
Il a été président (2013-?) de Fosco Zapatos y Accesorios en Espagne.
Il a été président-directeur général (2002-?) de Minelli puis d'André (2005-2013), deux enseignes du groupe Vivarte.
François Feijoo a commencé sa carrière en 1984 comme chef de produit chaussures de la société Myrys puis de San Marina (1995-2002).
En juin 2020, François Feijoo est l'unique candidat à la reprise d'André,, qu'il reprend, à la suite de la décision du Tribunal de commerce de Grenoble le 28 juillet 2020.